# J&T Banka Ostrava Open 2020
Il J&T Banka Ostrava Open 2020 è stato un torneo di tennis facente parte della categoria Premier nell'ambito del WTA Tour 2020. È stata la prima edizione del torneo, giocato su campi in cemento indoor. Il torneo si è giocato al Ostravar Aréna di Ostrava in Repubblica Ceca dal 17 al 25 ottobre 2020. È stato organizzato a seguito della cancellazione di numerosi tornei dovuta alla pandemia di COVID-19.

## Partecipanti al singolare

### Teste di serie
| Nazionalità | Giocatrice         | Ranking* | Testa di serie |
| ----------- | ------------------ | -------- | -------------- |
| Ucraina     | Elina Svitolina    | 5        | 1              |
| Rep. Ceca   | Karolína Plíšková  | 6        | 2              |
| Bielorussia | Aryna Sabalenka    | 12       | 3              |
| Bielorussia | Viktoryja Azaranka | 14       | 4              |
| Croazia     | Petra Martić       | 18       | 5              |
| Kazakistan  | Elena Rybakina     | 19       | 6              |
| Belgio      | Elise Mertens      | 21       | 7              |
| Estonia     | Anett Kontaveit    | 22       | 8              |

* Ranking al 12 ottobre 2020.

### Altre partecipanti
Le seguenti giocatrici hanno ricevuto una wild card per il tabellone principale:
- Jeļena Ostapenko
- Kristýna Plíšková
- Kateřina Siniaková

Le seguenti giocatrici sono passate dalle qualificazioni:

- Cori Gauff
- Dar'ja Kasatkina
- Barbora Krejčíková
- Veronika Kudermetova
- Tereza Martincová
- Sara Sorribes Tormo

### Ritiri
Prima del torneo
- Kiki Bertens → sostituita da  Amanda Anisimova
- Sofia Kenin → sostituita da  Ekaterina Aleksandrova
- Angelique Kerber → sostituita da  Karolína Muchová
- Madison Keys → sostituita da  Donna Vekić
- Johanna Konta → sostituita da  Ons Jabeur
- Petra Kvitová → sostituita da  Magda Linette
- Garbiñe Muguruza → sostituita da  Dajana Jastrems'ka
- Alison Riske → sostituita da  Jennifer Brady
- Markéta Vondroušová → sostituita da  Barbora Strýcová

## Partecipanti al doppio

### Teste di serie
| Nazione     | Giocatore             | Nazione     | Giovatore          | Ranking* | Testa di serie |
| ----------- | --------------------- | ----------- | ------------------ | -------- | -------------- |
| Belgio      | Elise Mertens         | Bielorussia | Aryna Sabalenka    | 11       | 1              |
| Rep. Ceca   | Barbora Krejčíková    | Rep. Ceca   | Kateřina Siniaková | 15       | 2              |
| Stati Uniti | Bethanie Mattek-Sands | Rep. Ceca   | Barbora Strýcová   | 22       | 3              |
| Belgio      | Kirsten Flipkens      | Paesi Bassi | Demi Schuurs       | 44       | 4              |

* Ranking aggiornato al 12 ottobre 2020.

### Altre partecipanti
La seguente coppia ha ricevuto una wild card per il tabellone principale:
- Jesika Malečková /  Chantal Škamlová

### Ritiri
Durante il torneo
- Anna Blinkova
- Barbora Krejčíková

## Punti e montepremi
| Torneo    | Torneo              | V      | F      | SF     | QF     | 2T     | 1T    | Q  | Q2    | Q1    |
| Singolare | Punti               | 470    | 305    | 185    | 100    | 55     | 1     | 25 | 13    | 1     |
| Singolare | Premi in denaro ($) | 50 000 | 30 000 | 16 230 | 13 300 | 10 700 | 9 600 | –  | 4 740 | 2 400 |
| Doppio    | Punti               | 470    | 305    | 185    | 100    | –      | 55    | –  | –     | –     |
| Doppio    | Premi in denaro ($) | 18 000 | 10 000 | 7 200  | 6 000  | –      | 4 800 | –  | –     | –     |

## Campionesse

### Singolare
Aryna Sabalenka ha sconfitto in finale  Viktoryja Azaranka con il punteggio di 6-2, 6-2.
- È il settimo titolo in carriera per Sabalenka, il secondo della stagione.

### Doppio
Elise Mertens /  Aryna Sabalenka hanno sconfitto in finale  Gabriela Dabrowski /  Luisa Stefani con il punteggio di 6-1, 6-3.